# Luka Snoj
Luka Snoj (ur. 16 marca 1990 w Lublanie) – słoweński prawnik, pionier koszykówki 3x3 i autor pierwszej wydawanej międzynarodowo książki o koszykówce 3x3.

## Kariera sportowa
Snoj zaczął zawodowo grać w koszykówkę 3x3 w 2010 roku. W ciągu swojej kariery zagrał w ponad 500 meczach, i był nieprzerwanie plasowany wśród 50 najlepszych koszykarzy 3x3 na świecie w Indywidualnych Rankingach Światowych FIBA 3x3. Jest pierwszym europejskim zawodnikiem, który zagrał w pierwszej na świecie profesjonalnej lidze koszykówki 3x3.

## Działalność edukacyjna
Po przejściu na emeryturę jako zawodowy koszykarz 3x3 w 2020 roku, zaczął trenować i edukować zawodników, trenerów i inne osoby na arenie międzynarodowej na temat samej gry, ponieważ koszykówka 3x3 była wówczas jeszcze nieznana wielu osobom. Jego działalność pomogła rozwinąć grę w koszykówkę 3x3 jeszcze zanim 3x3 zdobyło światowe uznanie i zadebiutowało na Letnich Igrzyskach Olimpijskich 2020. Ustalenia Luki dotyczące statystycznie istotnych różnic między koszykarzami 3x3 a koszykarzami 5 na 5 były przełomowe i ważne dla dalszych badań i analiz między obiema dyscyplinami koszykówki.
Jego książka 3x3 Basketball: Everything you need to know jest pierwszą w historii książką obejmującą wiele aspektów koszykówki 3x3. Przedstawia w nim kompleksowo różnice między koszykówką tradycyjną a 3x3 oraz nakreśla podstawowe taktyki i strukturę gry, teorię, terminologię, a także zasady udanej gry. Opisuje również historię koszykówki 3x3 – dlaczego i jak powstała, a także jak ten sport ewoluował na przestrzeni lat. Opisuje również system rozgrywek, w tym jak zmieniły się zasady i jakie zespoły odnosiły sukcesy w ciągu ostatniej dekady.